# Lemunda sandstensbrott
AB Lemunda Sandstensbrott är ett tidigare stenbrott i Motala kommun.
Brytning av vätternsandsten för kvarnstenar och slipstenar skedde i Lemunda från 1600-talet på Näs udde i dåvarande Västra Ny socken vid Vättern. Under slutet av 1800-talet vidgades verksamheten av Anders Petter Olofsson (död 1899), som startade  brytning vid mitten av 1800-talet på Lemunda gårds mark. År 1870, när AB Lemunda Sandstensbrott bildades, var ett 50-tal personer sysselsatta i verksamheten. Bolagets första fartyg S/S Lemunda fraktade kvarn- och slipsten till bland annat på export till Finland och Ryssland, och Lemunda Sandstensbrott hade senare en egen flotta på tre fartyg.
Senare producerade sandstensbrottet specialsand för industriellt ändamål.

## Lemundasandsten
Lemundasandsten tillhör Visingsögruppens sandstenar och utgör dess äldre del. Längre söderut är Visingsögruppen yngre och har en annan sammansättning och utseende. På Visingsö och vid Gränna och Jönköping är den mer fältspatsförande, ibland rödaktig gul och förhållandevis okonsoliderad sandsten, som lätt vittrar och missfärgas. Lemundastenen är ren kvartssand med kvartskorn som binds samman av sekundär kvarts och är mindre porös. Lemundasandsten är ljusgrå, men gulnar med tiden med gula ränder av oxiderade järnföreningar och tenderar också att svärtas. Den är mer vittringsbeständig än annan motsvarande sandsten.

## Lemundasandsten i byggnader

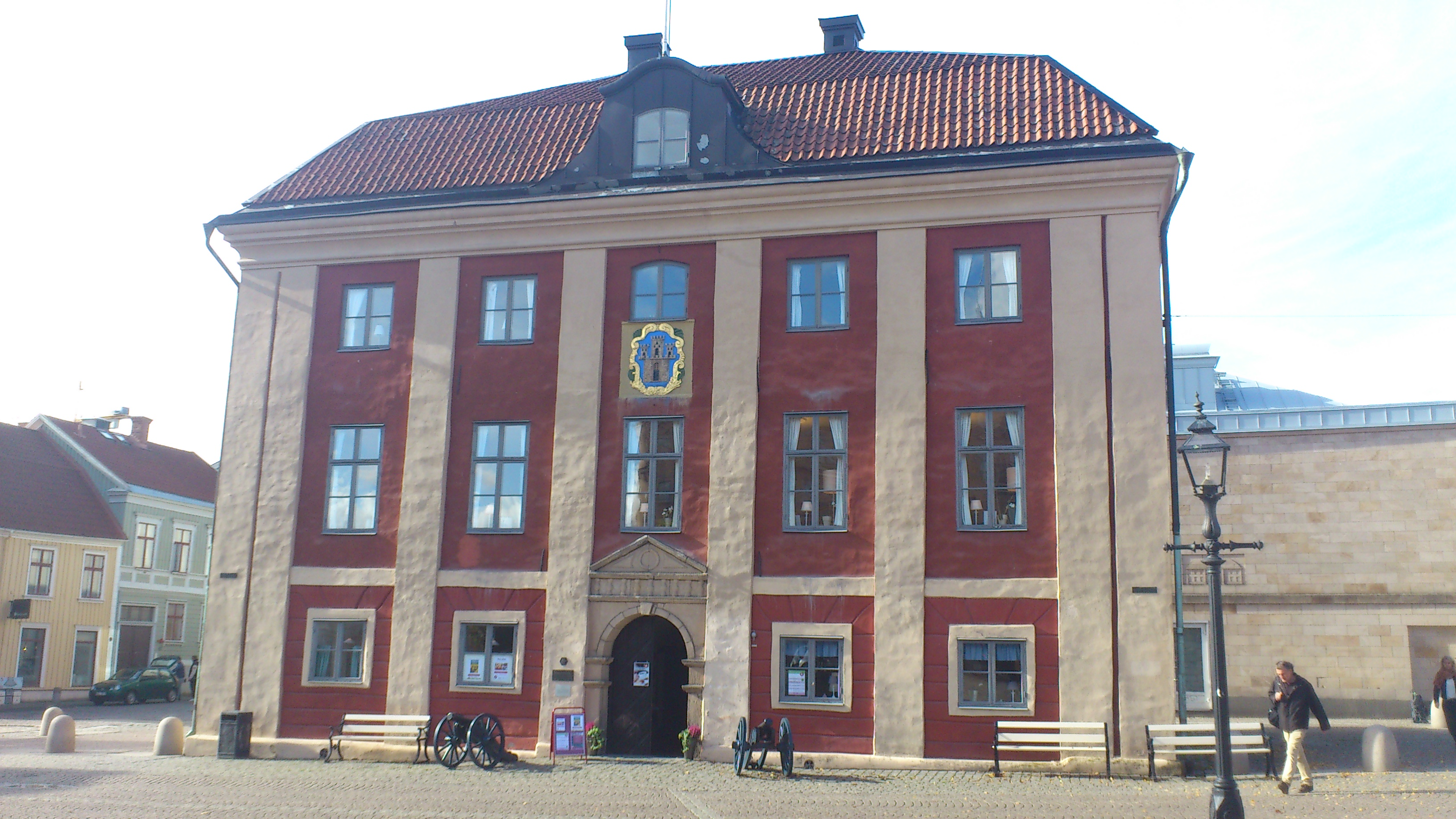
Gamla Rådhuset i Jönköping, med Domus-varuhusets östra fasad i Lemundasandsten i bakgrunden

- Östra fasaden på Domus-varuhuset, mot Gamla Rådhuset och Hovrättstorget i Jönköping